# Alophia drummondii
Alophia drummondii là một loài thực vật có hoa trong họ Diên vĩ. Loài này được (Graham) R.C.Foster miêu tả khoa học đầu tiên năm 1945.